# Pseudospirobolellus broelemanni
Pseudospirobolellus broelemanni är en mångfotingart som beskrevs av Karl Wilhelm Verhoeff 1939. Pseudospirobolellus broelemanni ingår i släktet Pseudospirobolellus och familjen Pseudospirobolellidae. Inga underarter finns listade i Catalogue of Life.